# Дулат-Али, Махмуд Габдулвахитович
Махмуд Габдулвахитович Дулат-Али (тат. Мәхмүт Дулат-Али; настоящее имя: Махмуд Габдулвахитович Алиев, тат. Мәхмүт Габделвахит улы Алиев; 1 мая 1889 г., Казань, Казанская губерния — июль 1920 г., Баймак, Башкирская АССР) — татарский политический деятель, революционер, член РСДРП(б). Известен тем, что был близким другом Габдуллы Тукая.
Является прадедом татарскому музыковеду, Вадиму Дулат-Алиеву.

## Биография

### Детство
Родился 1 мая 1889 года в городе Казань, в семье муэдзина Габдулвахита Алиева. Обучался в медресе «Мухаммадия».

### До 1914 г.
В 1905 г. примкнул к движению «аль-Ислах», был редактором одноимённой газеты, участвовал в литературном кружке татарского революционера Хусаина Ямашева. С 1907 г. член РСДРП. В 1912—1914 гг. работал на кожевенном предприятии Гелкина в городе Бухара.

### После 1914 г.
Во время Первой мировой войны, в 1915-м году, был мобилизован на Северный фронт, там же вёл большевистскую агитацию среди солдат. После Февральской революции 1917 г. председатель Мусульманского социалистического комитета, член Мусульманского военного комитета, фронтового комитета 5-й армии Северного фронта. Выпускал газеты «Сугыш сафы» («Фронт»), редактировал газету «Чулпан» («Утренняя звезда»).
В 1918 г. вернулся в Казань, в июне этого же года стал членом ЦК Российского мусульманского КП, принимал участие в обороне Казани от частей Белочехов и Народной армии КОМУЧа. Работал в советской военной комендатуре города Арск. На первом Съезде народов Востока избран кандидатом в члены Центральное бюро коммунистических организаций народов Востока при ЦК РКП(б). В 1918—1919 гг. председатель Бюро мусульманской секций при Казанском губернском комитете РКП(б), член Президиума Казанского губернского Совета рабочих, крестьян и красноармейских депутатов. С лета 1919 г. в городе Стерлитамак, заведующий отделом Башкирского СНХ.

### Смерть
В июле 1920 года находясь в командировке, попал в засаду, был схвачен и расстрелян в деревне Таналыково (ныне город Баймак) во время восстания анархистов.

## Память
В честь Махмуда Дулат-Али в Казани, в Ново-татарской слободе, названа улица.